# Helmuth Schneider (Schauspieler)
Helmuth Schneider (* 18. Dezember 1920 in München, Deutschland; † 17. März 1972 in Rio de Janeiro, Brasilien) war ein deutscher Schauspieler.

## Leben
Helmuth Schneider studierte 1938 Medizin in München und besuchte von 1941 bis 1943 die Schauspielschule des Deutschen Theaters in Berlin. 1942 gab er sein Debüt in der Komödie Sophienlund. Sein Engagement am Deutschen Theater im Fach des jugendlichen Helden musste er für seinen Kriegseinsatz beenden. Dabei wurde er in Frankreich verwundet.
1946 verließ er Deutschland und hielt sich über sechs Jahre in Süd- und Nordamerika auf, wobei er in Argentinien, Brasilien und den USA Theater spielte. Unter dem Pseudonym Alexander Carlos wirkte er auch in einigen Filmen mit. 1950 erhielt Schneider in der deutschen Version des Abenteuerfilms Die Göttin vom Rio Beni die männliche Hauptrolle.
Er kehrte nach Deutschland zurück und spielte am Deutschen Theater Göttingen. Nun übernahm er mehrmals tragende Rollen in den zu dieser Zeit beliebten Heimatfilmen, wo er wiederholt als sympathischer Jäger, Förster oder Gutsverwalter zu sehen war. Ende der 1950er-Jahre kam er in einigen Abenteuerfilmen zum Einsatz, darunter dem Karl-May-Film Der Löwe von Babylon (1959), wo er Kara Ben Nemsi verkörperte.
In den 1960er-Jahren ließ sich Schneider in Rom nieder und war fast nur noch beim Internationalen Film im Einsatz. Dort stellte er immer wieder unsympathische Nazi-Offiziere dar.

## Privates und Tod
Schneider war verheiratet und hatte einen Sohn. Der Schauspieler starb 1972 als Fußgänger bei einem Verkehrsunfall in Rio de Janeiro.

## Filmografie
- 1944: Träumerei
- 1950: Die Göttin vom Rio Beni (Mudo extrano)
- 1952: Die Göttin vom Amazonas (Meu Destino é Pecar)
- 1952: Zwei Menschen
- 1953: Unter den Sternen von Capri
- 1953: Die Mühle im Schwarzwäldertal
- 1954: Schützenliesel
- 1954: Ännchen von Tharau
- 1955: Das Forsthaus in Tirol
- 1955: Der Fischer vom Heiligensee
- 1956: Ein Herz schlägt für Erika
- 1956: Die Rosel vom Schwarzwald
- 1956: Drei Birken auf der Heide
- 1956: Tausend Melodien
- 1957: Schütze Lieschen Müller
- 1957: Zwei Matrosen auf der Alm
- 1957: Jägerblut
- 1957: Der König der Bernina
- 1959: Der Löwe von Babylon
- 1959: Heimat unter heißer Sonne (Cavalcade)
- 1960: Stahlnetz: E ... 605
- 1961: Drei weiße Birken
- 1961: 100000 Dollar Belohnung
- 1963: Kapitän Sindbad (Captain Sindbad´)
- 1963: Die Legende vom heiligen Trinker
- 1963–64: Kommissar Freytag (Serie)
- 1964: Stahlnetz: Strandkorb 421
- 1964: Geheimauftrag Dubrovnik (The Secret Invasion)
- 1965: Der Spleen des George Riley
- 1966: Intercontinental Express, Folge: Frau Neumann
- 1966: Drei Bruchpiloten in Paris (La grande vadrouille)
- 1966: Brennt Paris? (Paris brûle-t-il?)
- 1967: … und morgen fahrt ihr zur Hölle (Dalle Ardenne all'inferno)
- 1966–67: Ferien in Lipizza (Serie)
- 1967: Unbezähmbare Angélique (Indomptable Angélique)
- 1967: Geheimauftrag K (Assignment K)
- 1967: Dem Täter auf der Spur, Folge: Am Rande der Manege
- 1968: Angélique und der Sultan (Angélique et le sultan)
- 1969: Die im Dreck krepieren (Gott mit uns - Dio e con noi)
- 1969: Die zum Teufel gehen (La legione dei dannati)
- 1969: Die Lederstrumpferzählungen (Fernseh-Mehrteiler)
- 1970: Django – Die Nacht der langen Messer (Ciakmull)
- 1970: Merkwürdige Geschichten, Folge: Ein Brief aus der Vergangenheit
- 1971: Tatort – Der Richter in Weiss
- 1972: Wie bitte werde ich ein Held? (À la guerre comme à la guerre)